# Forte Sapé
La Batteria del Sapé, in base alle intenzioni del ministero della guerra nel 1874, sarebbe dovuta constare di una batteria in casamatta in un'opera elevata a due piani, sistemata in una grande fossa del terreno e armata con quattro cannoni da 9 ARC Ret col compito di battere gli accessi al Forte Fenil, ubicato sul versante opposto della Val di Susa. Alla Batteria dovevano far da appoggio anche il Forte Clot Riond, col compito di battere la piana di Salbertrand e il Forte Icharette, entrambe ubicate nelle omonime frazioni del comune di Exilles e a quote più elevate del Forte Sapé. Tuttavia le ultime 2 opere non vennero mai costruite, e, di conseguenza, si unirono nel progetto definitivo del Sapé anche i compiti che gli altri due forti avrebbero dovuto assolvere.

## Storia
In base al progetto originario del 1874 il Forte Sapé avrebbe dovuto essere sito con fronte verso nord-ovest e, agli spigoli ovest-nord-ovest ed est-sud-est, due caponiere e un largo fossato che lo avrebbe separato dal muro di controscarpa che sosteneva le pareti della buca nella quale avrebbe dovuto essere collocato. Al piano terra avrebbero dovuto essere sistemati gli alloggi della truppa e i servizi mentre, allo spigolo ovest-sud-ovest, ci avrebbe dovuto essere il magazzino della polvere; al piano superiore vi avrebbero dovute essere le quattro casematte con le cannoniere rigate per le artiglierie e gli alloggi per gli ufficiali. Una scaletta avrebbe condotto al tetto piano, costituito da una battuta di cemento spessa un metro, rivestita da due metri di terra e poggiante sulle volte a botte a tutto sesto delle casematte. Sull'orlo sud-est del terrazzo sommitale si sarebbe dovuto elevare un parapetto con feritoie per proteggere i fucilieri per la difesa vicina. 
L'accesso avrebbe dovuto essere con ponte levatoio sul fossato allo spigolo est-sud-est ed avrebbe condotto direttamente al piano delle casematte.
L'opera che venne poi realizzata, il Forte Sapé, progettata dall'ing. Darbesio del Genio Militare, venne costruita riunendo in un'unica costruzione le due opere preventivamente progettate (Clot Riond e Sapé) a causa di tagli alle spese militari. Ricalcava nelle linee generali l'opera casamattata e sorse dove l'altra era stata prevista: era una fortezza a fossa ma con le artiglierie in barbetta anziché in casamatta. Disponeva di otto cannoni da 12 GRC/Ret dei quali i primi quattro, riuniti a due a due e rivolti a ovest, dovevano battere la piana di Salbertrand (al posto dei cannoni da 15 GRC/Ret originariamente previsti al Forte Clot Riond), mentre gli altri quattro, sempre riuniti a due a due, erano schierati con fronte a nord-ovest a quota più bassa per battere il versante opposto della Val di Susa (compito assegnato alla progettata ma non realizzata batteria da 9 ARC Ret casamattata).
Il gruppo di questi ultimi quattro pezzi, che battevano il versante sinistro della Valle, veniva detto Batteria Bassa, per distinguerla dall'altra, schierata verso la piana di Salbertrand, sita a quota superiore e, per questo, detta Batteria Alta. 
L'opera si elevava di un solo piano e aveva al piano terra gli alloggi della truppa con, all'estremità occidentale, il magazzino della polvere che, grazie a un pozzo dotato di una scala a chiocciola, comunicava direttamente con la Batteria Alta che era protetta, sul fianco destro, da un alto parapetto. All'estremità meridionale, dove vi era l'ingresso che avveniva tramite un ponte parte dormiente e parte levatoio appoggiato su pilastro battiponte, la costruzione si elevava di due piani con, al piano secondo, l'atrio di accesso e il corpo di guardia. Dall'atrio si scendeva tramite una scala al piano inferiore ove vi erano gli alloggi truppa e i magazzini (tali ambienti si aprivano sul fosso occidentale con un'infilata di feritoie, mentre su quello orientale vi erano finestrature che davano luce agli alloggiamentio) o si accedeva direttamente alla linea dei pezzi della Batteria Bassa, le cui due sezioni erano separate da traverse nelle quali vi erano le riservette. A ovest della linea della Batteria Bassa, in prossimità della postazione per i fucilieri, si dipartiva una strada (che in alcuni tratti era dotata di gradini) che, con alcuni stretti tornanti, saliva alla linea dei pezzi della Batteria Alta. Il fossato meridionale era interrotto da una traversa nella quale erano sistemati la cucina della truppa e i servizi, mentre il fossato orientale era interrotto da una caponiera attraverso la quale si aveva accesso da un lato a una munita galleria di controscarpa che si spingeva lungo i fossi orientale e settentrionale, e dal lato opposto alla polveriera del forte che si sviluppava al di sotto del terrapieno a monte. All'estremo meridionale del lungo corridoio, che si sviluppava lungo tutta la manica, vi era il pozzo dotato di montacarichi e una scala a chiocciola che risaliva sino alla riservetta posta fra le due sezioni della Batteria Alta.
Il munizionamento previsto per le artiglierie delle fortezze della Piazza di Exilles era di 600 colpi per pezzo, dei quali 200 granate, 390 shrapnel e 10 scatole per colpi a mitraglia.
Come buona parte delle fortificazioni del Fronte Occidentale, tutte opere della Piazza di Exilles, quindi anche il Forte Sapé, vennero disarmate durante la prima guerra mondiale e le artiglierie vennero inviate sul Fronte orientale. Al termine della Grande Guerra vennero abbandonate, con l'eccezione del Forte Fenil (che venne adibito a deposito proiettili per le batterie occasionali previste nella zona in caso di mobilitazione). Venne definitivamente dismesso nel 1928.

## Il forte oggi
Dal momento che dista più di 20 km dal confine con la Francia e che al momento della sconfitta della Seconda Guerra mondiale era già stato dismesso, il forte Sapé non è stato soggetto a demolizioni : attualmente il forte, che si erge ai confini del Parco naturale del Gran Bosco di Salbertrand, è in discrete condizioni, anche se ormai gli alberi e gli arbusti lo hanno completamente sommerso.
Ovviamente tutti gli arredi interni, le artiglierie e i pezzi metallici sono stati asportati da tempo, però è possibile la sua visita in pressoché tutta la sua interezza. Poiché il ponte levatoio dell'ingresso principale è stato da tempo asportato, per accedervi è necessario contornare l'opera e risalire lo spalto occidentale, quindi giungere alla Batteria Bassa.